# أحمد سليمان (لاعب كرة سلة)
أحمد سليمان (11 ديسمبر 1965 - ) هو لاعب كرة سلة مصري في مركز مدافع مسدد الهدف، شارك في الألعاب الأولمبية الصيفية 1988.

## وصلات خارجية
- أحمد سليمان على موقع الاتحاد الدولي لكرة السلة (الإنجليزية)
- أحمد سليمان على موقع سبورتس رفرنس (الإنجليزية)
- أحمد سليمان على موقع أوليمبيديا (الإنجليزية)